# Bowen Stassforth
Bowen Dow Stassforth (Los Angeles, 7 agosto 1926 – Rancho Palos Verdes, 22 novembre 2019) è stato un nuotatore statunitense.

## Carriera
Specializzato nella rana, vinse la medaglia d'argento ai Giochi Olimpici di Helsinki 1952 sulla distanza dei 200 m.

## Palmarès
- Giochi olimpici estivi

Helsinki 1952: argento nei 200m rana.
- Giochi Panamericani

Buenos Aires 1951: oro nella 3x100m sl e bronzo nei 200m rana.